# Eiffel 65
Eiffel 65 je italská hard danceová hudební skupina. Založil ji italský DJ Gabry Ponte s Maurem Lobinem a Jeffreym Jeyem v roce 1998. Jejich nejúspěšnějším songem je „Blue (Da ba dee)“ hned z prvního alba „Europop“. Mezi další úspěšné songy patří „Move your body“, „Silicon world“, „My console“, „Too Much Of Heaven“ nebo „Another race“, které vyšly taktéž na jejich prvním společném albu.

## Diskografie
- 1999: Europop
- 2001: Contact!
- 2005: Eiffel 65 (The English album)
- 2005: Eiffel 65 (The Italian album)